# فيروس الأنديز
فيروس الأنديز (ANDV) (بالإنجليزية: Andes orthohantavirus)‏، هو فيروس من فيروسات هانتا وهو العامل المسبب الرئيسي لمتلازمة هانتان الرئوية في أمريكا الجنوبية، وقد سمي باسم أول مكان أُكتُشِف فيه علي اسم جبال الأنديز في تشيلي والأرجنتين، ينتقل فيروس الأنديز بسهولة إلى البشر عندما يلمسون الفئران المصابة أو برازهم، ومع ذلك فلا تبدو أعراض واضحة علي الفئران المصابة لذلك لا يوجد مؤشر واضح لمعرفة ما إذا كانت الفئران مصابة أم لا، بالإضافة إلى ذلك يعد فيروس الأنديز علي وجه التحديد من فيروسات هانتا الوحيد الذي يمكن أن ينتشر عن طريق الاتصال بين البشر.

## اكتشافه
اُكتشف فيروس الأنديز أول مرة عندما أنتشرت فاشيات هذا المرض في تشيلي والأرجنتين، في 1995 تم تصنيفه في الأرجنتين على أساس عينات من مريض مات بسبب مضاعفات متلازمة هانتان الرئوية. باعتباره فيروسًا ناشئًا، فهو أكثر فتكًا من بعض فيروسات هانتا الأخرى، فهو معدل وفياته يتراوح بين 40٪ و 50٪ في أمريكا الجنوبية. حتى الآن هو المسؤول عن معظم حالات متلازمة هانتان الرئوية في الأرجنتين وتشيلي وأوروغواي. علي الرغم من أنه يمكنه الانتقال بين البشر والفئران لكنه يوجد بشكل أكبر في الفئران وخاصة منها فئران جرذ أرز القزم طويل الذيل وفأر العشب ذو الشعر.